# Pomada (bebida)

Gin Xoriguer

El gin amb llimonada. (en español, ‘ginebra con limonada’), a veces referido como gin de Menorca, es una bebida alcohólica muy popular en la isla española de Menorca, principalmente Ciutadella, en las Islas Baleares. El gin con limonada se obtiene mezclando ginebra de Mahón —generalmente de la marca Gin Xoriguer— con limonada Se trata de una bebida consumida sobre todo en la época estival, muy popular en las fiestas patronales de la isla que se celebran cada año entre junio y septiembre. 
El gin con limonada se bebe muy fría, pero sin cubos de hielo, durante los meses de más calor, y suele servirse en forma de granizado, aunque también es habitual consumirla en estado líquido y está cuasi siempre presente en las fiestas patronales de todos los municipios de la isla.

## Denominación
El término «gin amb llimonada» se utiliza sólo en Ciudadela de Menorca, mientras que en el resto de la isla la bebida se llama «pomada».  Este nombre reciente procede de la mercantilización del producto por parte de la marca Gin Xoriguer. Otro nombre que sólo recibe en Ciudadela es «ginet», que en cambio en otros lugares de la isla, como Alayor, se refiere a otra cosa: un ginet es un vaso de gin, sin nada añadido. En Ciudadela, también se puede encontrar la saliveta, que es un pequeño trago de gin sin nada añadido.

## Historia
Durante la ocupación británica en entre mediados y finales del siglo XVIII, los habitantes de Menorca adoptaron como propia la ginebra, una bebida alcohólica traída por los ocupantes desde Inglaterra para poder seguir tomándola en la isla. El origen de esta bebida alcohólica está en los marineros del ejército británico, que eran grandes consumidores de ginebra, por lo que comenzaron a producirla en Menorca.

## Proporción
La proporción generalmente aceptada como la más idónea para la preparación de la pomada consiste en una tercera parte de ginebra de Mahón y dos de limonada. Otra preparación similar a la pomada es la pellofa o pallofa (‘cascarilla’), que consiste en añadir cáscara de limón —de donde proviene el nombre— y un poco de sifón en el gin de Menorca.